# Palma (cacto)

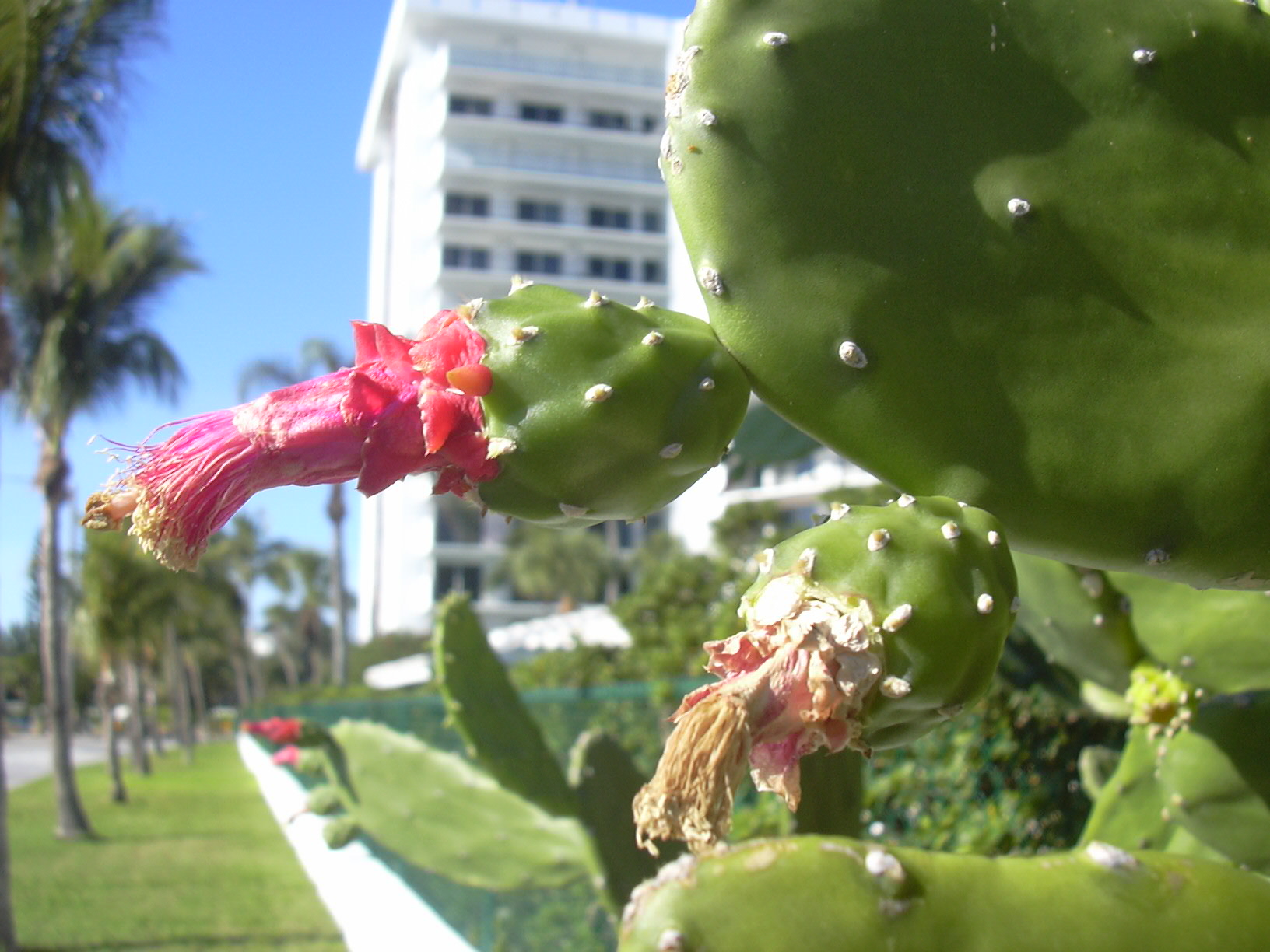
Palma usada como decoração, na Flórida.

Palma (também conhecida como palma-forrageira ou palma-de-engorda), é o nome vulgar atribuído a pelo menos três cactáceas forrageiras e comestíveis de espécies diferentes e suas variedades. Essas versões diferentes de Opuntia são largamente difundidas no Nordeste brasileiro - sendo exploradas principalmente na alimentação de animais ruminantes, onde são servidas picadas ou trituradas. Em usos secundários, as palmas servem para alimentação humana, paisagismo, cercamento (cerca-viva) e para a produção de corante natural, extraído do inseto parasita colchonilha.

## Espécies chamadas de palma
As cactáceas de uso forrageiro estão intimamente ligadas e possuem características bem semelhantes. Em sua maioria se trata de plantas xeromorfas, possuindo caule cilíndrico e seus ramos (cladódios), conhecidos como palmas (ou raquetes), são achatados, carnosos e em formato oval ou circular. Os ramos (palmas ou cladódios) são os responsáveis pela fotossíntese, importantes para a reprodução assexuada e importantes aparatos para a identificação das espécies e variedades. São conhecidas como palma as seguintes cactáceas forrageiras:
- Opuntia ficus-indica (vulgo palma-redonda ou orelha-de-onça) que possui raquetes arredondadas;[2]
- Opuntia fícus indica Mill (vulgo palma-grande ou palma-santa) que possui raquetes com formatos ovais;[2]
- Opuntia cochenillifera (vulgo palma-miúda, palma-doce ou língua-de-vaca) possui raquetes pequenas;[4][2]
- Opuntia cochenillifera Salm Dick (vulgar sertânia, mão-de-moça ou palma-baiana) possui raquetes grandes e menos auréolas.[2]
- Opuntia stricta Howard (vulgo orelha-de-elefante mexicana ou palmepa - PB3).[2]
- Opuntia littoralis (vulgo palma-brava) explorada na construção de cercas-vivas e alimentação de gado (após queimar espinhos).

## Cultivo e uso forrageiro

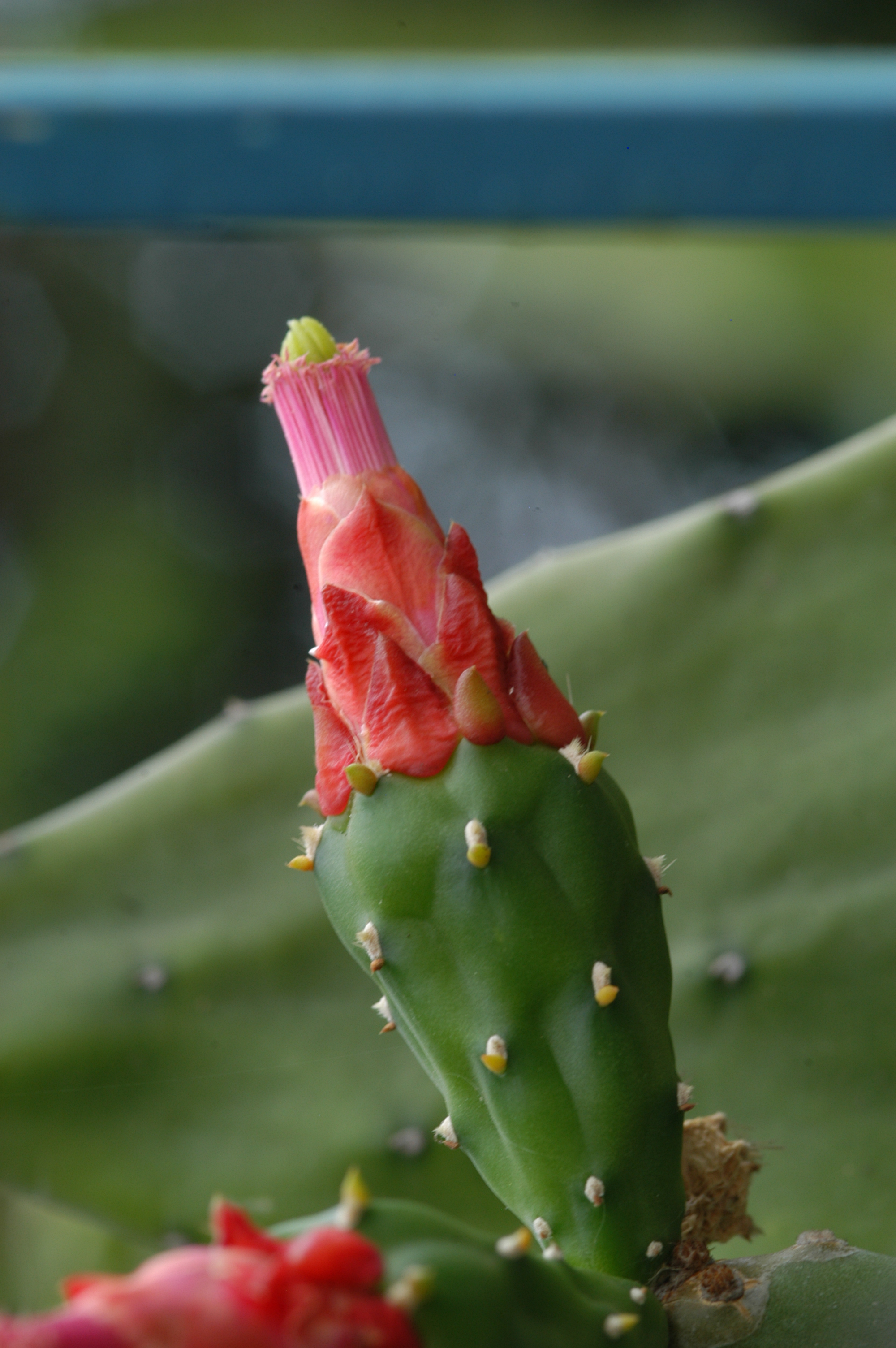
Cochenillifera

Todas as Opuntias de uso forrageiro possuem ciclo de vida semelhante e perene, devendo serem cultivadas em solo preferencialmente drenado, como o arenoso, e fértil (embora resistam bem à infertilidade). Além do uso forrageiro, a palma também se presta à alimentação humana, e à jardinagem. Devem ser cultivadas a pleno sol ou a meia-sombra. Em plantações no México, a produção atinge um número até dez vezes maior que a do Nordeste brasileiro.
A palma apresenta uma boa digestibilidade pelos ruminantes: seus valores nutricionais são, em média: matéria seca: 6,38%; proteína bruta: 11,44%, com altos valores de extrato etéreo e carboidratos não-estruturais para a O. cochenillifera, observando-se ainda matéria mineral. As raquetes possuem, segundo pesquisas, valor nutricional similar à silagem de milho. Estes atributos as tornam uma alternativa de forragem durante as estiagens nas regiões sujeitas a esta situação climática, nos Estados Unidos da América, México, África do Sul, Austrália e Nordeste do Brasil. Embora adaptável a estes lugares, suas qualidades nutritivas são inferiores às de outras forrageiras, como sorgo, capim-elefante e milho, por exemplo.

## Galeria

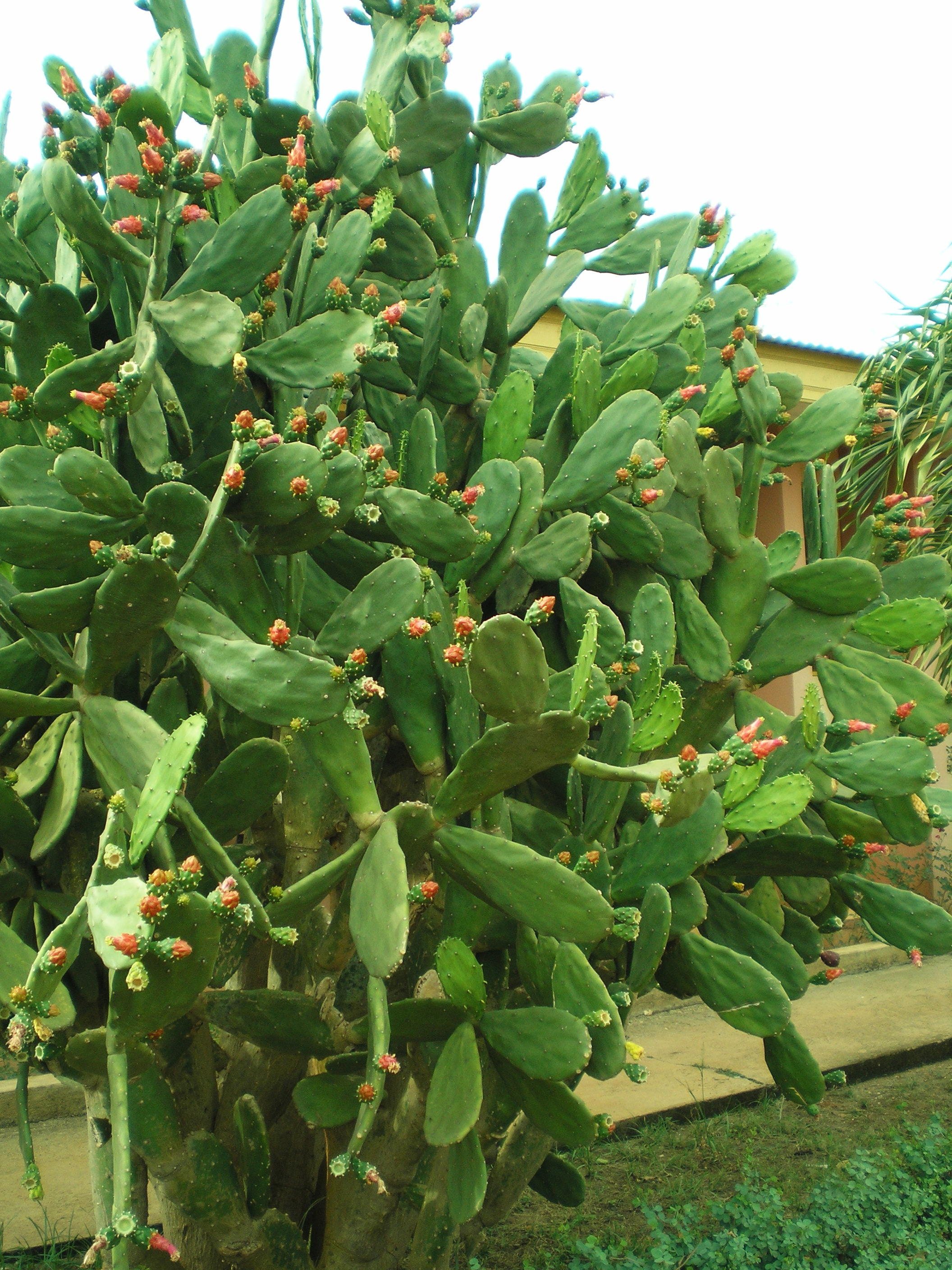
Opuntia cochenillifera
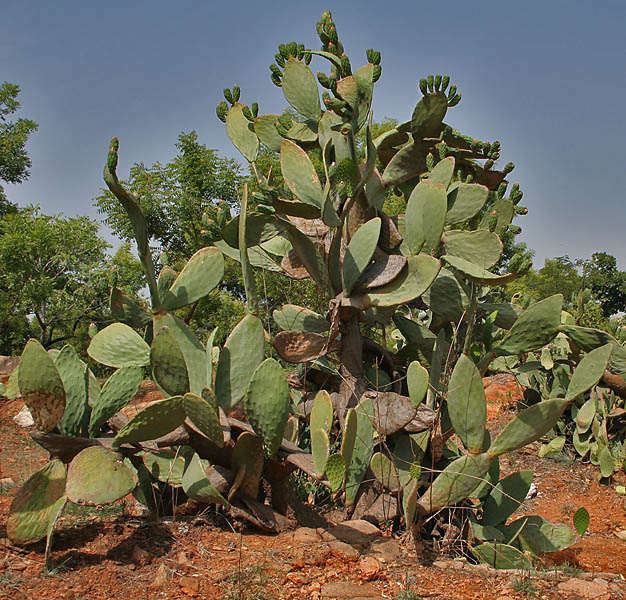
Opuntia ficus-indica
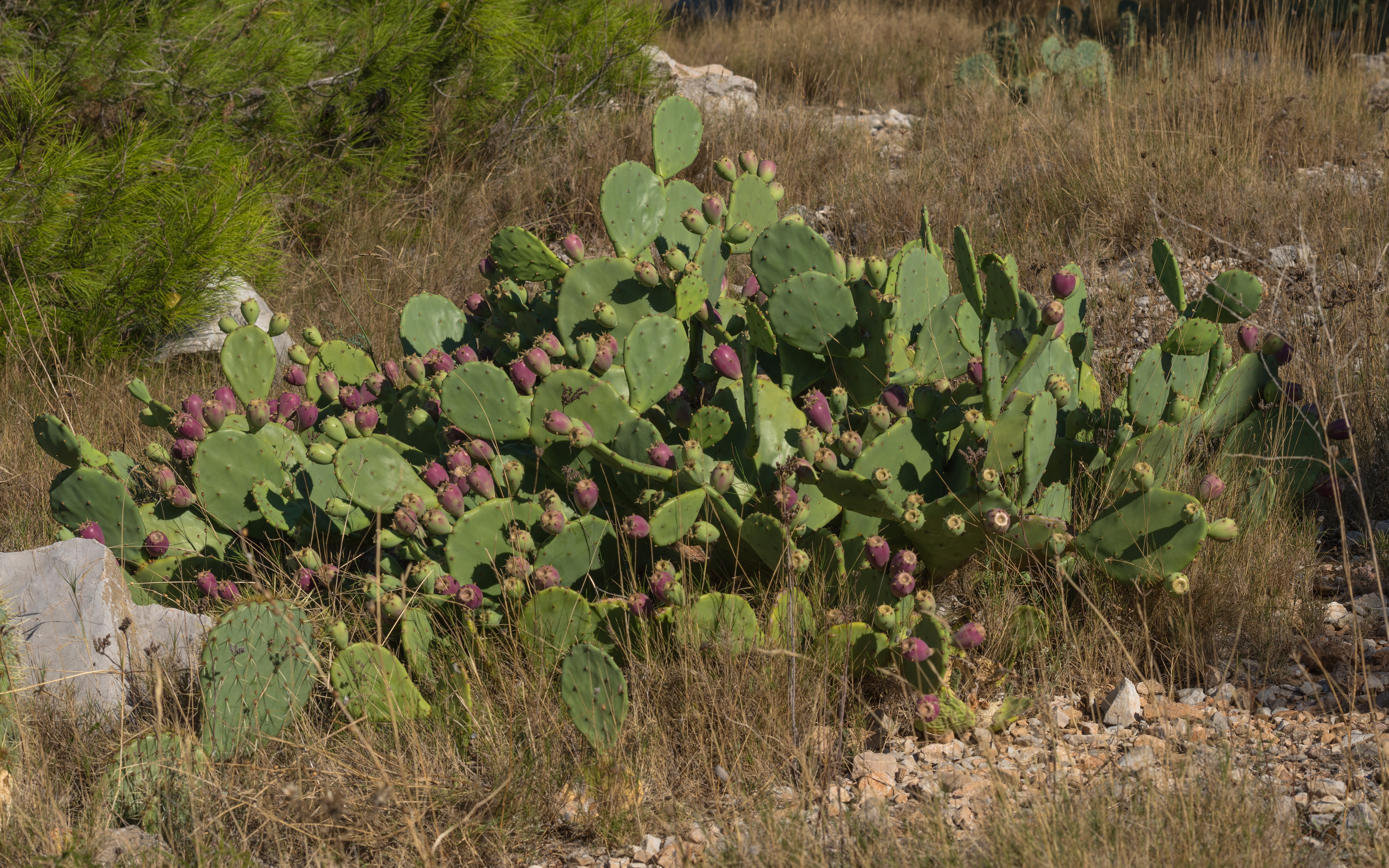
Opuntia stricta
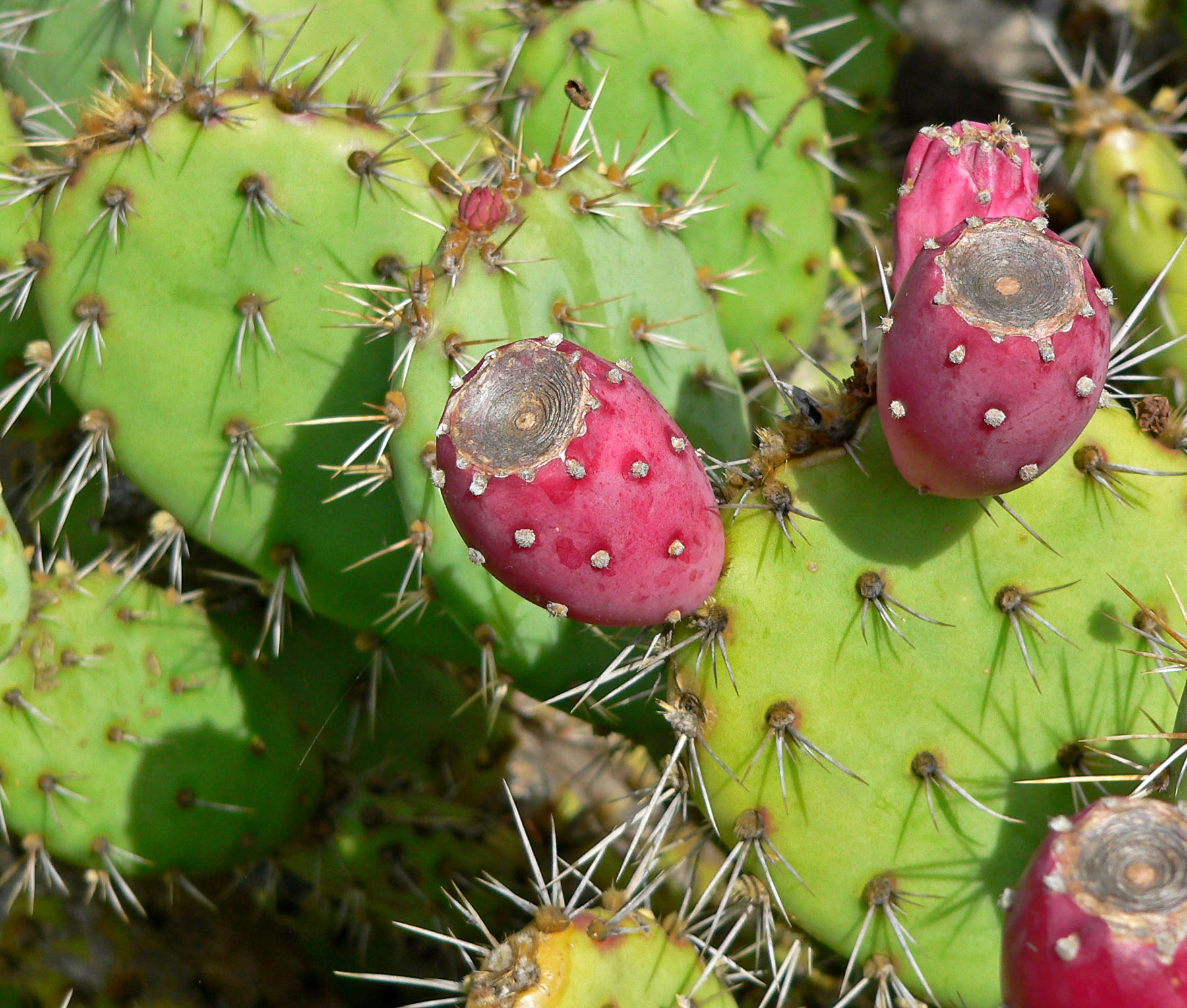
Opuntia littoralis